# Capsigrany emmascarat

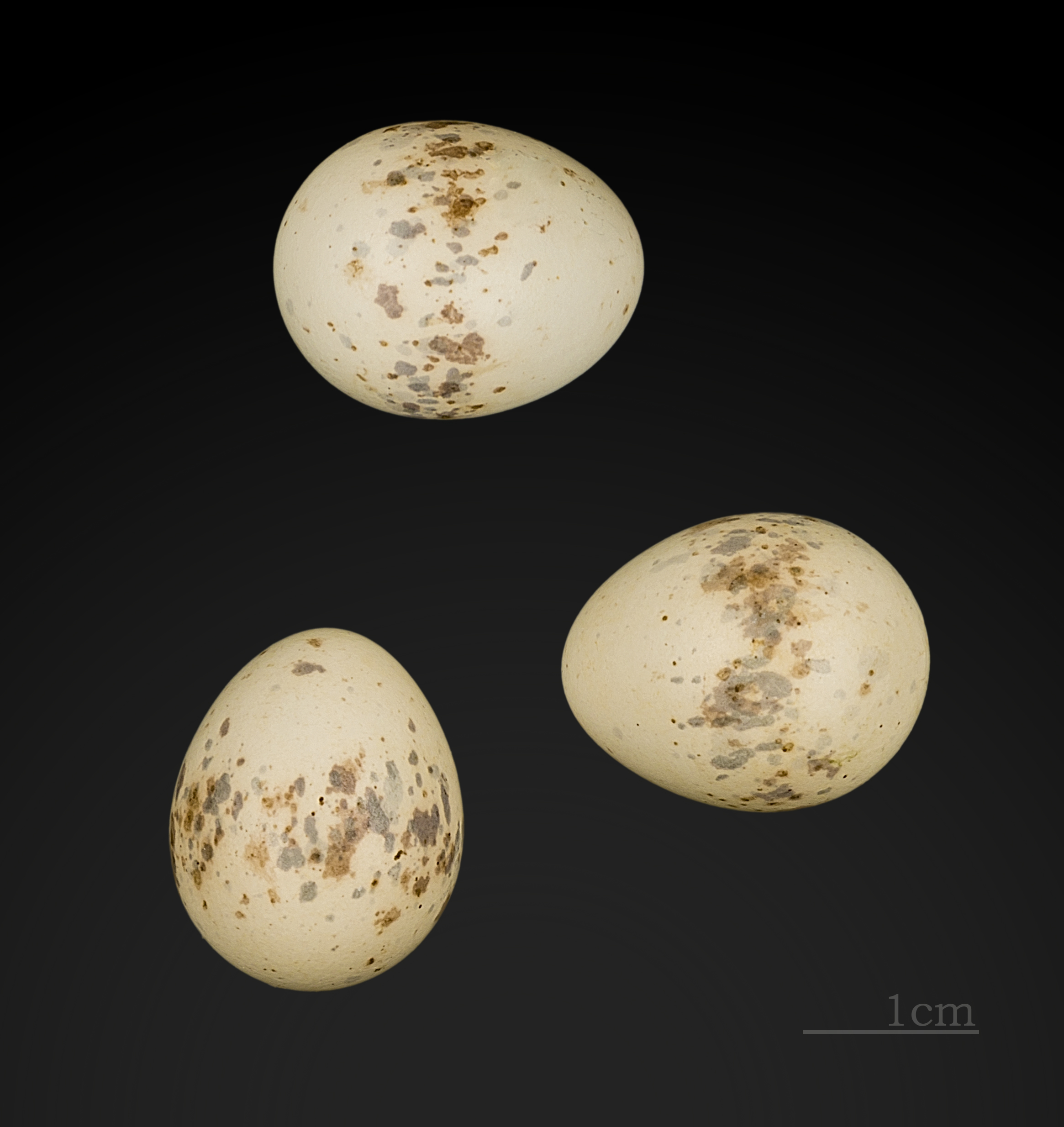
Lanius nubicus

El capsigrany emmascarat (Lanius nubicus) és una espècie d'ocell de la família dels lànids (Laniidae) que habita boscos clars, matolls i horts des de Grècia i oest i sud de Turquia cap al sud fins a Israel i cap a l'est fins a Iraq i sud-oest de l'Iran.